# Ejército de Chile durante la Guerra del Pacífico

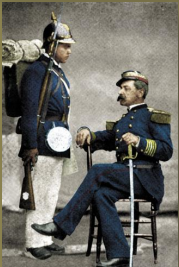
Soldado y oficial, ambos del Regimiento Chacabuco, en Antofagasta en 1879. El soldado es Eleodoro Gálvez, lleva morral, cantimplora, fusil y un casco Pickelhaube, que llevó su regimiento al comienzo de la guerra. El oficial es Domingo de Toro Herrera, comandante del regimiento, ingeniero con perfeccionamiento en EE. UU. Tras la guerra tuvo una intensa carrera política. Normalmente oficiales y soldados no aparecen juntos en fotos.

El Ejército de Chile durante la guerra del Pacífico (1879-1884) fue la fuerza armada terrestre del estado que realizó la política militar del Gobierno de Chile durante la guerra, con el fin de alcanzar los objetivos políticos de la guerra.
A lo largo de cuatro años el ejército movilizó unos 70 000: 618 : 183  chilenos para combatir en el desierto de Tarapacá, Tacna y Arica, en los arenales de Lima y finalmente en la sierra de Perú, todos territorios hostiles y cada vez más alejados de los centros de abastecimiento chilenos. Al mismo tiempo debió vigilar y combatir en la frontera sur los levantamientos mapuches y mantener guarniciones en los territorios ocupados. El contingente de 2440 soldados en febrero de 1879 aumentó paulatinamente hasta 41 000 en enero de 1881 para quedar en 7500 en 1884, al finalizar la guerra.
Los inexistentes servicios de sanidad, abastecimiento y transporte debieron ser implementados durante la guerra, ya que hasta entonces sus fuerzas habían combatido siempre en Chile o en territorio parcialmente aliado. También debió reorganizar su estructura interna para desarrollar estrategias más acordes con los objetivos, organizándose en divisiones y creando un estado mayor para las divisiones y general.
Los resultados de la guerra sirvieron para cimentar la posición del ejército en la sociedad chilena como una fuerza confiable y profesional, pero también para reflexionar acerca de los errores y falencias militares que el conflicto bélico había sacado a la luz y que tuvieron como consecuencia una modernización del ejército.

## Antecedentes

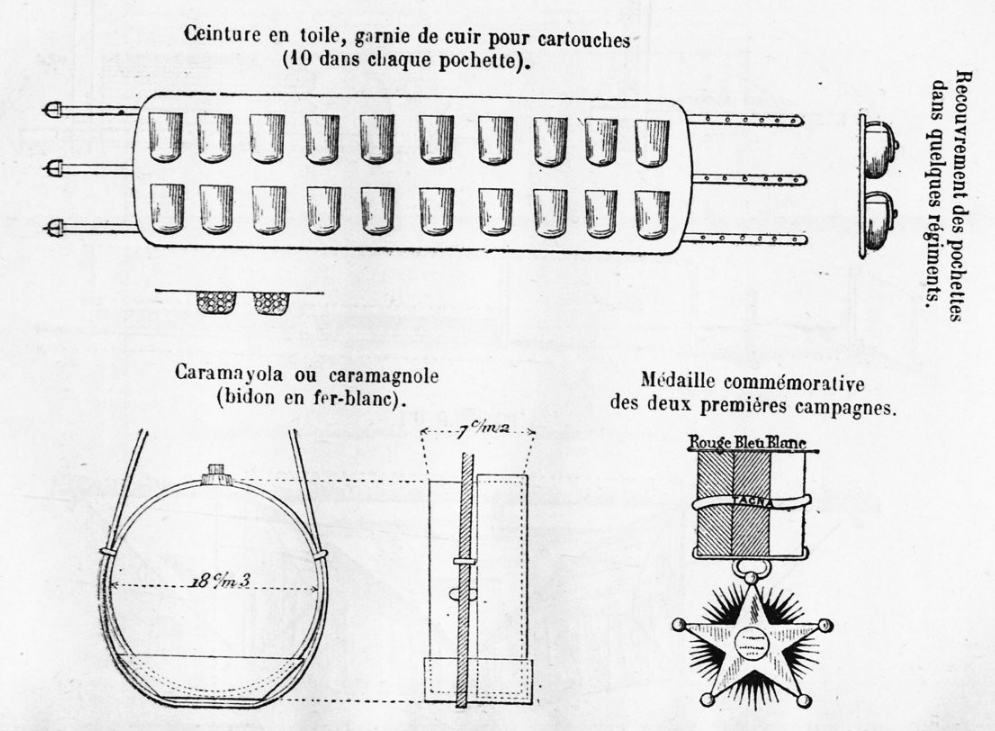
Dibujos de una caramayola, un cinto para municiones y una medalla de honor, publicados por el oficial francés Eugène Marie Le Léon.

Según R. Pizarro,: 11–12  los elementos necesarios en un ejército para producir un rendimiento específico en la guerra son oficiales de comando, servicios de informaciones, tropas de combate y tropas de los servicios, estas últimas se subdividen en intendencia (subsistencias, vestuario, equipo y útiles de escritorio), sanidad (atención sanitaria, evacuación y recuperación de heridos y enfermos, higiene, abastecimiento sanitario y reemplazo de personal), veterinaria (atención veterinaria, evacuación y hospitalización de ganado, higiene, reemplazo de ganado y reemplazo de personal), material de guerra (reemplazo y recuperación de material de guerra, abastecimiento de municiones y material fungible de ingenieros, abastecimiento de combustibles y lubricantes y reemplazo de personal) y por último transporte (transporte por ferrocarril, medios auto o hipomóviles, marítimo, lacustre, fluvial, aéreo y especiales).

### Tropas de comando
La oficialidad provenía de las aulas de la escuela Militar del Libertador Bernardo O'Higgins, que, de funcionamiento intermitente desde su creación, había logrado formar una mando profesional y no deliberante.
El 11 de julio de 1879, el gobierno chileno creó el cargo de comisario general del gobierno para el ejército del norte y la armada nacional con las atribuciones de inspección y dirección superior que corresponden al ejecutivo … el ejército y la armada … reconocerán … como si emanaran del presidente de la república. Las atribuciones del cargo provocaron resquemores entre los altos oficiales ya que en su opinión los civiles se estaban entrometiendo en tareas que no les correspondían.: 152  El historiador Ekdahl va más allá y lo considera directamente ilegal.: 188  El cargo es más conocido bajo el nombre de "ministro de guerra en campaña" y lo ejerció Rafael Sotomayor Baeza tras cuyo deceso en 1880 durante la Campaña de Tacna y Arica, fue sucedido por José Francisco Vergara.
Una de las consecuencias del control civil, era, en tiempos de paz, que el ejército no tenía un comandante en jefe sino sólo un inspector general sin mando de tropas. Tampoco estaba el ejército autorizado a planificar acciones de mayor envergadura sin la autorización del jefe de la plaza de armas regional (intendente). Es decir el ejército no estaba preparado para operaciones de mayor magnitud. En 1820 se había creado el Estado mayor, pero solo para casos de guerra (fue permanente desde 1891).: 49 
Tras la declaración de guerra Justo Arteaga, de 74 años de edad, fue nombrado Comandante en Jefe del Ejército del Norte. El 18 de julio de 1879, Arteaga renunció y fue reemplazado por Erasmo Escala. Ocho meses más tarde, en abril de 1880, Manuel Baquedano reemplazó a Escala en el cargo de comandante en jefe. Los tres comandantes salieron por desavenencias con el gobierno de Aníbal Pinto. Tras la ocupación de Lima el cargo pasó por corto tiempo a Cornelio Saavedra Rodríguez, quien lo ejerció hasta el 20 de marzo. Pedro Lagos ocupó el cargo hasta el 17 de mayo cuando Patricio Lynch asumió la jefatura hasta 1884.

### Tropas de informaciones
Marcos Maturana, jefe del Estado Mayor del ejército del norte explica en su memoria al Congreso Nacional de 1882 que se disponía de excelentes cartas topográficas y descripciones del terreno entre Ancón y Lurín, hechas por conocedores del terreno.: 34–35  Se envió agentes a Perú para indagar noticias sobre sus defensas.: 103  La Oficina de Hidrografía de la Armada publicó mapas de la costa del Pacífico con informaciones sobre topografía, recursos y dificultades reunidos de libros y documentos. Estos mapas fueron repartidos a oficiales y sargentos de la armada y el ejército.: 113–114 
G. Bulnes comenta que se enviaron agentes secretos a Perú y Bolivia para recoger información sobre los preparativos bélicos en marcha.: 270 
Durante la ocupación se conectaron al cable submarino Lima-Valparaíso los puertos intermedios y se extendió el telégrafo desde Antofagasta hasta Salinas y Caracoles para anunciar oportunamente un posible ataque desde Bolivia.: 159  También se ordenó una actualización de los mapas de Antofagasta así como un censo de los forrajes, pastizales, y fuentes de agua en la región.: 159–161 

### Tropas de combate

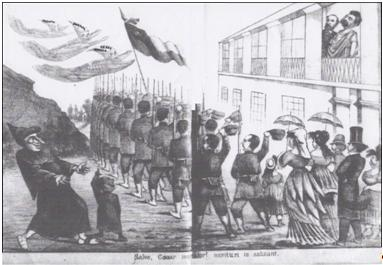
¡Salve, César emperador! Los que van a morir te saludan. Con el (supuesto) saludo de los condenados a muerte, la revista El Padre Cobos del 12 de mayo de 1883 ponía en la discusión los sacrificios de sangre que representaba para el pueblo la continuación de la guerra y una posible desestabilización del gobierno si las pérdidas aumentaban demasiado. Los soldados avanzan hacia donde se encuentran tres cadavéricos espectros que anuncian: tercianas, dinamita y fiebre amarilla, tres de sus más fieros enemigos durante las penurias de la Campaña de la Sierra, con toda seguridad la más penosa de las que enfrentaron en el conflicto.

No existía un sistema de reclutamiento en masa, o conscripción obligatoria debido a un sentimiento de panamericanismo, razones de economía fiscal, y porque tampoco había llegado desde Europa el concepto de guerra total: 114  (no confundir con Guerra a Muerte (Chile)).
El enrolamiento se hizo a través de voluntarios y de leva (obligatorio), aunque no existen estadísticas que midan la magnitud con que se utilizaron.: 105–106  Según Valentina Verbal Stockmeyer, durante el alistamiento, los primeros contingentes provenían del ejército profesional, un segundo refuerzo se formó con los habitantes de Antofagasta que habían celebrado el desembarco del 14 de febrero y el tercer contingente lo aportaron los trabajadores chilenos deportados de Perú. Francisco Antonio Encina estima en 7000 el número de repatriados enlistados en los nuevos batallones.
La Guardia Nacional (Chile) aportó unidades que pasaban a integrar el ejército completamente o contingente para unidades militares ya formadas o en formación. El contingente de la guardia era de 6687 hombres. Otras instituciones que aportaron contingente fueron las Fuerzas de Orden y Seguridad de Chile que ya existían en algunas ciudades, los Bomberos de Chile, que aunque no participaron como tales en la guerra, aportaron voluntarios y en muchos casos se hicieron responsables del mantenimiento del orden en las ciudades tras la partida de las unidades militares, que eran, en aquel tiempo, parte de la policía. La Armada de Chile, cuya participación debe ser tratada aparte, aportó el Regimiento de Artillería de Marina (que era principalmente infantería). También algunos extranjeros se integraron al ejército, aunque en número menor. No se debe considerar extranjeros a los inmigrantes radicados en Chile.
Hasta enero de 1879, la ley permitía un contingente de 3116 soldados, pero debido a la falta de recursos solo se pudieron llenar 2440 plazas: 112 . Siguieron varios decretos que regulaban la entrada y entrenamiento de nuevos reclutas, además, el 5 de marzo se ampliaron las atribuciones del inspector general del ejército quien pasó a ser también inspector general de la guardia nacional, de manera de apresurar los cambios necesarios.: 51 
Durante la crisis y al comienzo de la guerra se aumentó el contingente mediante decretos que expandían el contingente de algunas unidades, convertían unidades en la categoría superior o creaban unidades nuevas.: 127 
Con el fin de enrolar más personal, se creó el Depósito de Reclutas y Reemplazos: 419  que al parecer tuvo cierto éxito porque posteriormente se ordenó al ejército no enviar oficiales a enrolar gente en Santiago, Valparaíso ni otras ciudades porque eso ya estaba hecho por el depósito.: 335 
En vísperas de la declaración de guerra el gobierno ordenó las siguientes ampliaciones:
- el 26 de febrero el batallón Zapadores fue convertido en regimiento[4]: 127
- el 6 de marzo se creó el batallón Santiago[4]: 50
- el 26 de marzo cada batallón de línea fue convertido en un regimiento de línea de dos batallones (600 hombres cada batallón) cada uno, los que a su vez tendrían cuatro compañías (150 hombres cada compañía.), es decir a 1200 hombres cada regimiento.[4]: 29
- el 26 de marzo se crea una brigada de artillería en Antofagasta sobre la base de una compañía del Regimiento de artillería n.º1, finalmente se convertiría en el Regimiento de artillería n.º2.[4]: 51
- el 29 de marzo se aumentó en un escuadrón al regimiento cazadores[4]: 127
- el 3 de abril se convirtió por decreto al batallón de artillería de marina en regimiento[4]: 53  (A pesar de su nombre era un regimiento de infantería)
- el 6 y el 12 de abril se crearon el Batallón Bulnes y el Batallón Valparaíso a partir de los cuerpos de policía municipal de Santiago y Valparaíso
- el 9 de mayo se creó el primer escuadrón Carabineros de Yungay (5127) Tras su captura (23 de julio) fue creado un segundo escuadrón.
- el 5 de junio se creó una compañía de pontoneros y constructores[4]: 128

Es sorprendente la flexibilidad con que la administración respondió a las necesidades de tropas. Durante la ocupación de Antofagasta se disponía de 2440 plazas, para la campaña de Tarapacá se aumentaron a 18 000 plazas. Para la Campaña de Lima el número de soldados fue aumentado a cerca de 45 000. Durante la ocupación de Lima el número varió de acuerdo a las necesidades o supuestas necesidades: inmediatamente tras la ocupación fue reducido, pero para las campañas contra los montoneros fueron nuevamente aumentados.

### Tropas de servicios

#### Intendencia
| Alimento         | en cantón (gramos) | en marcha (gramos) |
| ---------------- | ------------------ | ------------------ |
| carne            | 460                |                    |
| charqui          |                    | 460                |
| papas            | 150                |                    |
| arroz o fangollo | 120                |                    |
| grasa            | 50                 |                    |
| ají              | 10                 | 10                 |
| sal              | 9                  |                    |
| galletas         | 200                | 460                |
| harina tostada   | 200                | 200                |
| cebollas         | 100                | 120                |
| azúcar           | 25                 |                    |
| café             | 10                 |                    |
| Peso total       | 1334               | 1250               |

Durante la Guerra de Arauco el abastecimiento se compraba en los lugares donde se estacionaba la unidad militar. Tras la ocupación de Antofagasta se compró el rancho de la tropa a abastecedores privados. El 5 de mayo de 1879 fue creada la Intendencia y Comisaría General del Ejército y Armada, cuya misión era proveer víveres, medicinas, forrajes, vestuario y carbón a todo el ejército. Tenía asiento en Valparaíso pero en el transcurso de la guerra fundó sucursales en Antofagasta, Iquique y Tacna. Inicialmente fue puesta bajo Francisco Echaurren Huidobro, quien renunció en agosto por falta de apoyo del general en jefe. Fue reemplazado por Vicente Dávila Larraín, quien, entre otras obras, fijó la ración diaria de un soldado. La mayor preocupación era el abastecimiento de agua en el desierto que se estimaba en 3 litros de agua por día para un soldado y 30 litros para una bestia. Para la Campaña de Lima significaba acopiar para 25 000 hombres y 4000 bestias durante 10 días, por lo menos.: 30 
Durante la ocupación, la comisaría fue encargada de recaudar y llevar la contabilidad de los impuestos, aduanas y tributos.: 57–59 

#### Sanidad

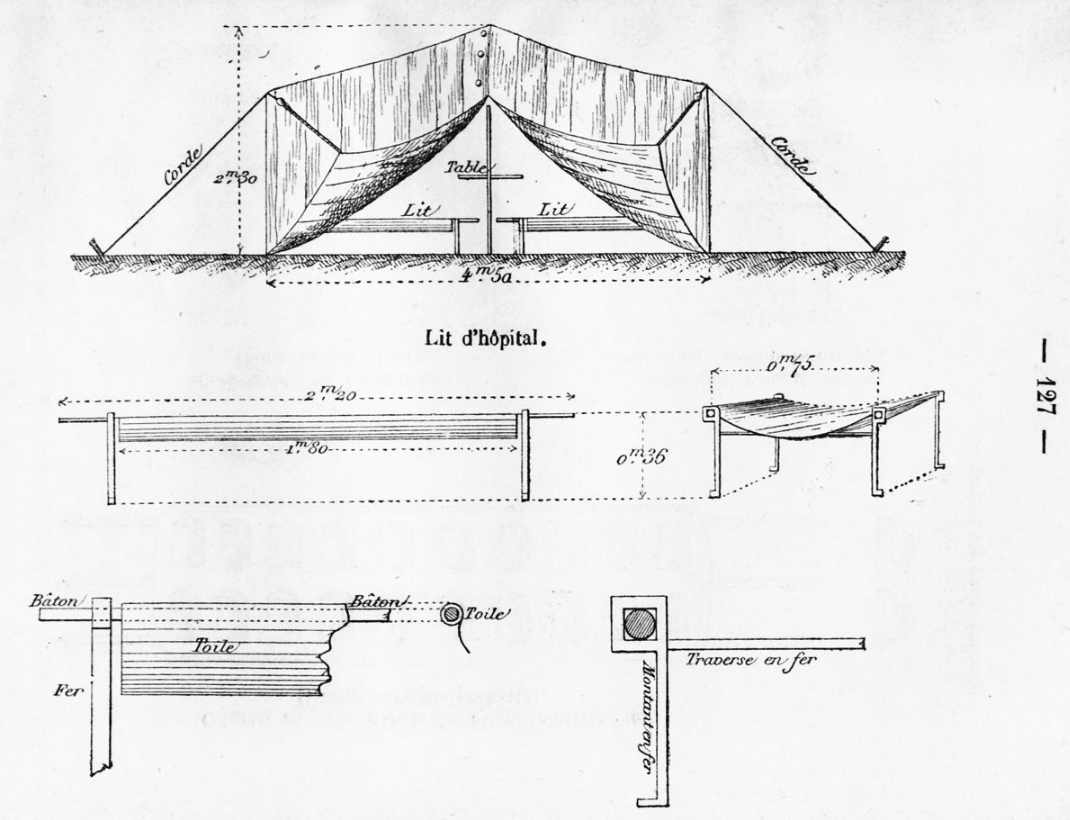
Dibujo de una tienda y una camilla de sanidad militar publicada en la obra Recuerdos de una Misión en el Ejército Chileno.

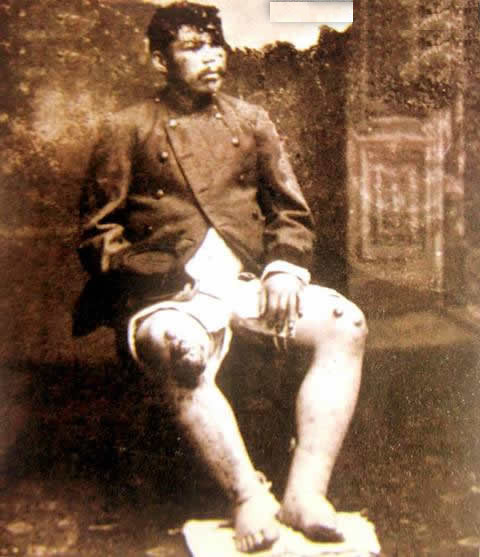
Sanidad debió enfrentar enfermedades desconocidas en Chile. Soldado chileno contagiado con la enfermedad de Carrión, seguramente en la cuenca alta del río Rímac.

Tampoco el servicio médico estaba preparado para la guerra. El 2 de mayo se solicitó un informe de requerimientos para un servicio de sanidad militar a una comisión de médicos.: 162–163  El 15 de mayo se puso en vigencia el reglamento para el servicio médico militar que preveía un servicio médico que acompañaba a la unidad, un servicio de ambulancia que servía a los heridos durante e inmediatamente después de la batalla y su traslado a hospitales de evacuación. También incluía hospitales de término que curaban a los heridos y enfermos hasta su traslado a Santiago o Valparaíso para su curación definitiva.: 354  Durante el primer año de la guerra el servicio tenía 25 cirujanos 1.º, 53 cirujanos 2.º, 118 practicantes, y 12 farmacéuticos, más personal de apoyo.
Aparte de los estragos causados por las heridas de guerra, la sanidad debía considerar otras causas de enfermedad. La ciudad de Antofagasta tenía en enero de 1879 aproximadamente 9000 habitantes, en junio de 1879 la población había subido a 20 000 habitantes con el consiguiente empeoramiento de las condiciones sanitarias que provocaron epidemias de viruela y la propagación de enfermedades venéreas.
Para aquel entonces ya era aplicada la anestesia, la vacuna contra la viruela y el cuidado antiséptico de las heridas.
Uno de los mayores, quizás el mayor de los problemas que debió enfrentar la ocupación, fueron las enfermedades endémicas en las zonas ocupadas, que ya habían sido conocidas en la guerra de 1836. En mayo de 1881 el 12.5 % del contingente estaba enfermo y en 1882 el porcentaje de enfermos subía a 17 %.: 238 
El oficial de marina francés Eugène Marie Le León, adjunto al Estado Mayor chileno durante la campaña de Lima escribió en sus Recuerdos de una Misión en el Ejército Chileno que una ambulancia consistía en un cirujano jefe, 6 primeros cirujanos, 12 segundos cirujanos, un primer farmacéutico, un contralor de servicio, cinco ayudantes de farmacia, 26 enfermeros, un cocinero, dos ayudantes, un lavandero y dos ayudantes, un jefe de sirvientes y su ayudante, un palafrenero y 60 camilleros.: 54 
La ambulancia disponía además de carretillas, arreos, animales de tiro y montura, tiendas, frazadas, camas (625) e instrumentos de cirugía.: 55 

#### Veterinaria
Una sección tal no existió en el ejército y solo después de la guerra se buscaron profesionales y se creó el servicio de veterinaria a raíz de los graves problemas clínicos y de herraje presentados en el ganado equino durante la guerra. De hecho fue el ejército el que inició el estudio de la medicina veterinaria en Chile. Durante la guerra las enfermedades equinas y mulares debieron ser tratadas con los conocimientos rudimentarios y caseros de los jinetes.
Para la alimentación del ganado caballar y mular, se preveían 9 kilos de pasto seco y 4 kilos de cebada triturada, al día por animal.: 366  A eso se deben agregar 30 litros de agua en el desierto.: 30 

#### Material de guerra
Por decretos del 7 y 15 de mayo se creó la Dirección General de Maestranza y Parque de Artillería encargada de la confección, arreglo y acondicionamiento de las diversas municiones y artículos de guerra para la campaña.: 196  La maestranza del ejército, FAMAE, estaba en receso y debió ser reactivada bajo la dirección de Marcos Maturana. Su principal desafío técnico fue adecuar los diferentes fusiles para el uso de una munición común: 114-  Se compró en Europa maquinaria para la fabricación de cartuchos metálicos para munición, pero esta se perdió en un incendio en el vapor Alnwink Castle, solo se pudo salvar algunas partes. Se debió comprar maquinaria usada en la Casa Gavelot, la que llegó finalmente a Chile en octubre de 1880.: 118 
La distribución se hacía en una especie de "cascada": desde el puerto abastecedor al puerto con un parque (depósito) mayor y desde allí a parques menores (p.e.: de una división) y así sucesivamente hasta llegar al soldado. Durante la campaña de Lima, por ejemplo, se había establecido que cada soldado debía tener 400 tiros: 100 en la cartuchera, 100 en el parque divisionario, 100 en un parque general y 100 en un parque de reserva, que estaba a bordo de un transporte de la escuadra. Así organizado, existía un flujo de municiones desde los parques (depósitos) hacia los soldados.: 16 

#### Transporte
En Chile fue posible utilizar los ferrocarriles desde Valparaíso hasta Temuco para el transporte, pero la zona de guerra era accesible para Chile solo por mar y a la escuadra le correspondió el transporte desde los puertos chilenos hasta un depósito si era región ya ocupada o al lugar más cercano o accesible para desembarcar pertrechos y abastecimientos a los soldados desembarcados. Para llevar esos pertrechos y abastecimientos hasta las tropas mismas se debió utilizar caballos, mulas, carretas y en algunos lugares, el ferrocarril.: 356 
Durante la campaña de Lima, solo para el transporte de munición para infantería y artillería desde el parque general a los parques divisionarios se necesitaban 84 carretones, 660 mulas y 100 caballos. Desde los tres parques divisionarios se necesitaban 760 mulas (más 45 de repuesto) para llevar la munición solo de infantería a las unidades de infantería.: 16 
Para la distribución de agua, forrajes y víveres durante la misma fase de la guerra, se utilizaban 44 estanques y 804 barriles para el agua, 50 carretones para víveres y forraje y 1223 mulas y 50 caballos para el tiro y carga.: 17 

## Otros aspectos
Los soldados chilenos que hicieron la guerra eran eminentemente civiles llamados a las armas. Solo el 5 % de ellos había pertenecido al ejército antes de la guerra y se estima que el 60 % de ellos leía y escribía sin dificultad.

### Nomenclatura y tamaño de unidades
Para el ejército antes de la guerra, el sitio Memoria Chilena escribe:
El ejército de línea era la fuerza militar permanente de tierra que el Congreso Nacional fijaba año a año, fluctuando su número entre los 3 mil y 5 mil integrantes. La oficialidad se formaba en la Escuela Militar, que después de funcionar con mucha interferencia, fue logrando un funcionamiento permanente a partir de 1842. Por su parte, los suboficiales se formaban en la Escuela de Sargentos y Cabos fundada en 1845. A partir de 1835, la tropa estuvo dividida en fuerzas de Infantería Artillería y Caballería. La Infantería fue estructurada en tres batallones, cada uno con seis compañías integradas por tres oficiales y 65 soldados de tropa; la Artillería se reunía en un regimiento de siete compañías, cada una con cuatro oficiales y 61 soldados de tropa; la Caballería, finalmente, se dividía en dos regimientos, con tres escuadrones cada uno, divididos a su vez en dos compañías formadas por cuatro oficiales y 80 soldados. En la conformación de este ejército de línea, a partir de la década de 1840, se tuvo como modelo el Ejército francés, considerado en ese entonces el mejor del mundo, generándose un vínculo que incluyó el envío de oficiales chilenos a Francia para perfeccionarse en las artes militares, la contratación de artilleros y oficiales franceses para adiestrar a oficiales y tropas, la adquisición de material bélico y, finalmente, la imitación de los uniformes de ejército del Segundo Imperio Francés de Napoleón III, con los cuales combatieron las tropas chilenas en la Guerra del Pacífico.
Una vez iniciado el conflicto el batallón tenía 600 hombres, el regimiento 1200. La caballería la formaban dos regimientos de 480 hombres, cada uno compuestos de dos escuadrones.: 348 
Las unidades de la guardia nacional fueron llamadas "Cuerpos Sedentarios" y su matriz la "Guardia Nacional Pasiva". Así son nombrados por ejemplo en el decreto de reducción de contingente tras la ocupación de Lima:

Desde esta última fecha los expresados cuerpos funcionarán en las respectivas localidades como Cuerpos Sedentarios, con arreglo a las disposiciones vigentes sobre la Guardia Nacional Pasiva.
Aníbal Pinto Decreto supremo fechado el 26 de marzo de 1881

Cuando pasaban a formar parte del ejército se les llamaba "Batallón Cívico Movilizado". Podían ser pasados desde la categoría de batallón a la de regimiento o viceversa, según la necesidad de plazas. Una vez en el ejército podía obtener la denominación "de Línea".
Un caso aparte eran el Batallón Bulnes o el Batallón Valparaíso que fueron financiados por las respectivas ciudades de Santiago y Valparaíso que los habían formado a partir de sus guardias municipales. Estas unidades no cambiaron su nombre.

### Justicia militar

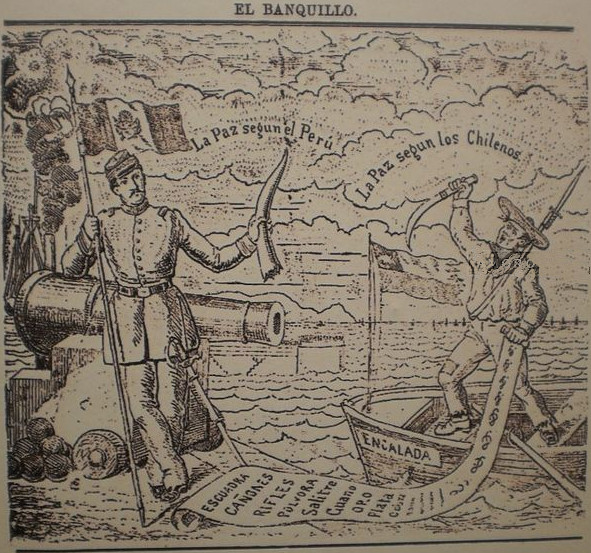
La revista limeña El Banquillo presenta el 12 de junio de 1880, a pesar de las derrotas de Tarapacá, Tacna y Arica, una visión despectiva del soldado chileno: pequeño y vociferante, mal vestido, mal armado, sobre pequeños barcos de madera. Por el contrario, el soldado peruano aparece fornido, bien vestido, seguro y tranquilo con sus poderosos cañones. No se puede deducir si era el convencimiento del artista o una imposición de la dictadura de Piérola.

Un decreto de 1821 prohibió los castigos "de palos" ordenados por superiores, permitiendo solo los ordenados por los tribunales de justicia militar.: 53  En 1823 se prohibieron definitivamente, también los azotes,: 102  pero según Maldonado, aparecen aún o nuevamente en la ordenanza de 1839.: 43 

### Tecnología y tácticas

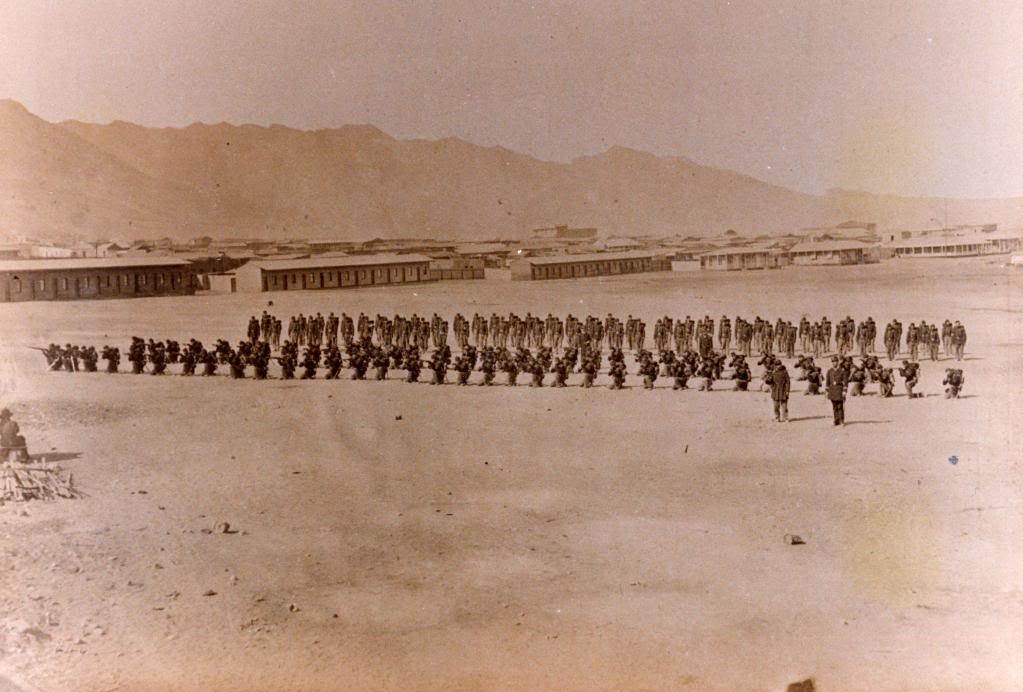
Batallón Cívico de Artillería Naval en formación de guerrilla.

Según Valentina Verbal S., el ejército seguía las normas francesas que había impuesto Napoleón. No hubo una misión militar sino se siguió el espíritu de la época. La influencia se reflejó en la organización, uniformes, etc,: 102–103  pero también en la poca importancia que se le dio al Estado Mayor, error que sería subsanado solo después de la guerra con la influencia prusiana.: 110 
Los fusiles de retrocarga, que se habían impuesto en Europa ya desde la Batalla de Sadowa (1866), permitían una mayor cadencia de tiro y el soldado podía disparar desde casi cualquier posición. También la aparición de la metrallera y posteriormente de la ametralladora Gatling (y otras) habían demostrado que los ataques en línea cerrada no eran ya apropiados debido al nutrido fuego que los defensores descargaban sobre el avance.
Se conocían tres tipos de formaciones para atacar al enemigo:
orden compacto
ataques en formación de línea continua y recta, común en las guerras napoleónicas.
orden guerrilla:
Tales guerrillas avanzaban en línea, delante de las tropas principales y sus hombres llevaban entre ellos una separación de un metro y medio a dos metros. Marchaban haciendo fuego y deteniéndose, para arrodillarse o tenderse. Ante el avance en masa del adversario, retrocedían hacia sus fuerzas principales para combatir en la línea de ellas.: 349 : 87 
orden disperso
Orden disperso es una formación táctica donde pelotones de soldados, guiados por un suboficial o subteniente que aprovecha la sinuosidad y los accidentes del terreno para tener refugio y cobertura en avance en vez de hacerlo en línea compacta.: 86 
En un comienzo, los oficiales eran reacios a aplicar la técnica "orden disperso", pero su uso se fue generalizando en el curso de la guerra.: 87 
También saltó a la vista la necesidad de una organización que permitiera operaciones de varios regimientos coordinados y bajo mando ya conocido y experimentado que evitase los inconvenientes de columnas improvisadas de varias unidades que nunca habían operado conjuntas, sin conocimiento previo ni acostumbradas a un mando común. Esta nueva organización en cuatro "divisiones" fue dispuesta antes de la Campaña de Tacna y Arica: 20+125  y luego ajustada a tres divisiones antes de la campaña de Lima.
Es discutido hasta que punto esto fue asimilado por el ejército.: 43–44 : 113–116 

### Marchas
Patricio Lynch informó al ministro de la guerra que, entre otros, la división de Gorostiaga había marchado 230 leguas a razón de 4 leguas diarias sin interrupción durante 2 meses. Si consideramos la legua castellana de 4190 metros, esto significa 964 kilómetros a 17 kilómetros por día.: 222  Si se utiliza la legua castellana a 5569 metros, como se define en el Mapa topográfico de la altiplanicie central de Bolivia editado por el Gobierno de Chile, se obtiene una marcha de 22,3 kilómetros. Para comparación, en territorio, circunstancias y distancias diferentes, las tropas bolivianas en su marcha de 12 días desde La Paz a Tacna tuvieron un promedio de 37.5 kilómetros por día.

### Objetivos políticos y militares
Durante la guerra existieron continuas desavenencias entre el mando del ejército y el gobierno. Eduardo Rodríguez Guarachi las expone con algunos detalles para el caso de José Villagrán. Villagrán tenía mayor antigüedad que Manuel Baquedano y era considerado culto e inteligente, incluso se decía que en caso de una victoria chilena podría ser candidato a presidente. A pesar de la preeminencia de Villagrán, el gobierno eligió a Baquedano como sucesor de Erasmo Escala.
Varios autores coinciden en que uno de los objetivos del gobierno chileno era conservar el control del ejército y la armada en sus manos, sin permitir la aparición de un caudillo militar que pudiese volcar el régimen legal existente en Chile. Según algunos autores ese fue el criterio para elegir a los jefes militares durante la guerra: obedientes y sin brillo propio: 106 : 185  e impedir así lo que E. Rodríguez llama síndrome de Bulnes, un general victorioso que tras la guerra gana las elecciones.
Mas aún, en el gobierno existía el convencimiento de que ninguno de los generales era capaz de conducir el ejército a la victoria y que por esa razón se les debía guiar "de la mano" con un ministro de guerra en campaña.
Objetivos políticos
Hasta la anulación de la licencia a las compañía chilena en Antofagasta, el gobierno chileno buscó la mantención del statu quo en la región. Con la anulación, el gobierno consideró roto el Tratado de 1874 y el objetivo político del gobierno fue la reivindicación del territorio hasta el paralelo 23°S y la abrogación del pacto secreto Perú-Bolivia. Ni la franja 23°S-Río Loa, ni los territorios de Tarapacá eran considerados objetivos de la guerra inicialmente. Tras la captura del Huáscar, la indefención de los aliados quedó manifiesta y el gobierno extendió sus objetivos políticos a la anexión de todos los territorios al sur de la Quebrada de Camarones. Esos eran los objetivos políticos durante la Conferencia de Arica y permanecieron hasta el fin de la guerra. Inicialmente, Arica y Tacna eran previstos como una salida al mar para Bolivia.
Otros objetivos políticos eran acabar rápidamente con la amenaza boliviano-peruana para amagar tempranamente algún intento argentino de entrara a la guerra y también existía el deseo de romper la alianza ofreciendo a Bolivia una salida al mar a través de Arica.
Objetivos militares
Para la consecución de los objetivos políticos, el gobierno y el ejército consideraban tres posibles escenarios (tras el esperado hundimiento del Huáscar): la ocupación de Tarapacá, la fuente de los ingresos peruanos del guano y el salitre, la ocupación de la zona de Tacna y Arica que era la zona de concentración militar de los aliados y puerto de ingreso del comercio exterior de Bolivia o la invasión de Lima, capital política del Perú.: 117–122  Se debe tener presente que, aunque finalmente se realizaron las tres empresas, en un comienzo se desconocía en la práctica la capacidad militar de uno y otro bando.
Es decir, los objetivos políticos, obtener la paz tras el reconocimiento a la ocupación de Antofagasta y Tarapacá y la abrogación del tratado secreto, se podían obtener, se pensaba, por varios caminos.

## Desmovilización tras el fin de la Campaña de Lima

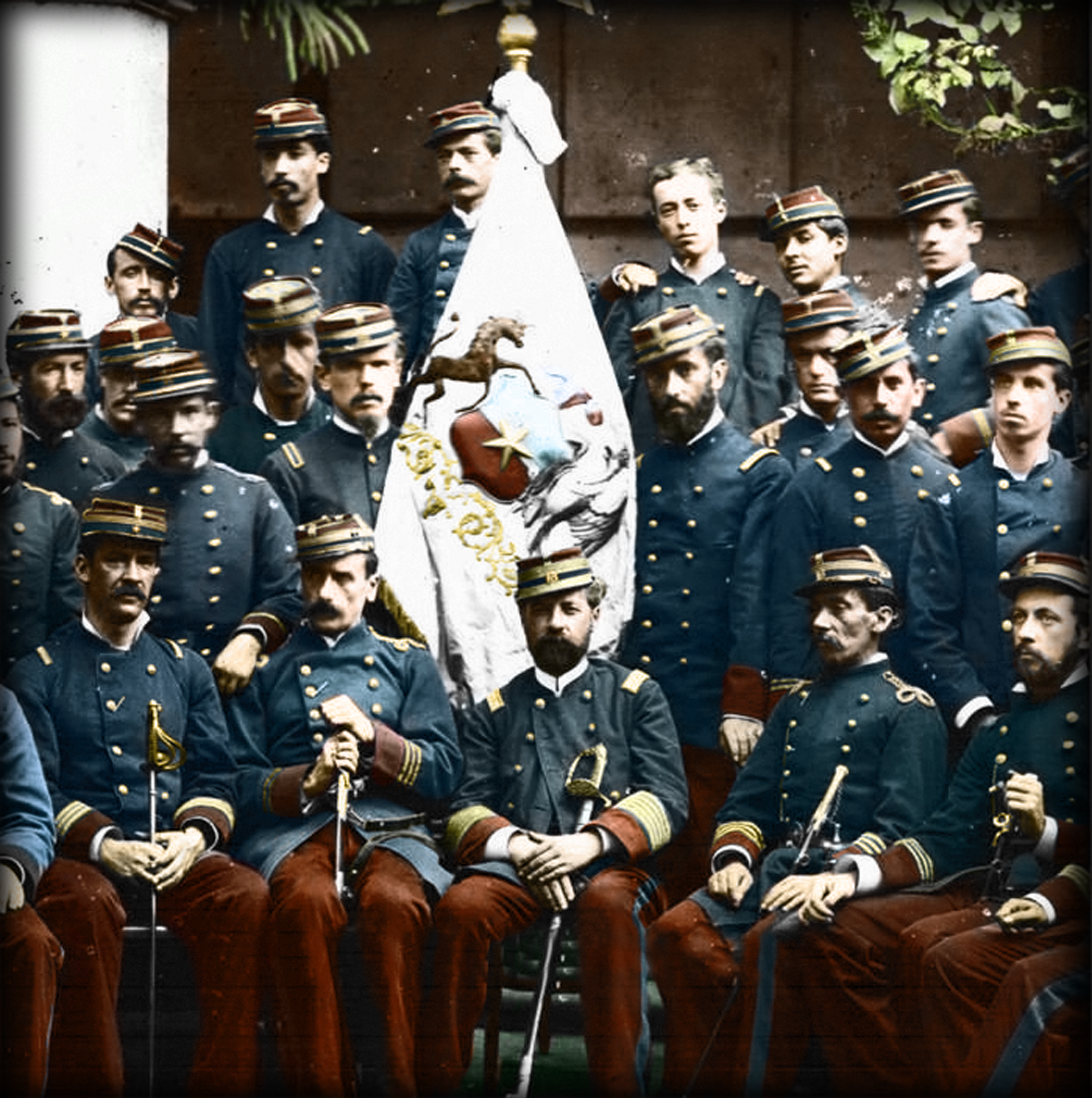
Oficiales del Batallón Victoria, tras la Batalla de Chorrillos.

Tras la ocupación de Lima, las tensiones entre José Francisco Vergara, comisario general o ministro de guerra en campaña, y Baquedano y más aún con Galvarino Riveros (Comandante en Jefe de la Armada) se tensionaron a tal punto que el gobierno chileno ordenó el regreso a Chile del General en Jefe, su estado mayor, la plana mayor de las tres divisiones y de las siguientes Regimientos: 714–719 : Regimiento Atacama, Regimiento Coquimbo, Artillería Naval, Regimiento Valparaíso, Regimiento Chacabuco, Regimiento Colchagua, Regimiento Chillán y los batallones Melipilla, Navales, Quillota(Valdivia) en total aproximadanmente 6500 efectivos.
Los regimientos que quedaron fueron convertidos en batallones para disminuir el personal.: 262 

## Análisis
La improvisación en los servicios sanitarios y de intendencia causó bajas evitables en todas las campañas, especialmente en la de la Breña, en el curso de la cual, por ejemplo, la columna de Arriagada perdió casi un 20 % del contingente sin combatir. Nunca existió un servicio veterinario.
El historiador estadounidense William Sater critica severamente al alto mando militar (y también naval) chileno durante la guerra, entre otros calificativos: J. Arteaga como "senescente",: 353  E. Escala como "retrógrado obsesivo",: 353  Baquedano como "primitivo",: 353  ya que no utilizó un movimiento envolvente ni en Tacna ni en Chorrillos, donde pudo haberlo hecho. Más aún, Sater critica que el ejército no tenía un servicio ferroviario ni telegráfico, los que debieron ser improvisados con las respectivas consecuencias: en la campaña de la Breña los telegrafistas eran peruanos y filtraban las informaciones relevante a Cáceres, quien fue informado, por ejemplo, oportunamente de la orden de retirada a Del Canto.: 319  Sater sostiene que ninguno de los ejércitos asimiló las enseñanzas técnicas de la Guerra de secesión y de la Guerra franco-prusiana.: 351 
El Ejército de Chile, que fue capaz de realizar desembarcos anfibios y largas marchas por territorio inhóspito y enemigo, estaba formado por solo 2400 soldados profesionales. Los grandes contingentes eran civiles enrolados sin preparación militar previa (con excepción de los ejercicios en la guardia nacional) y no estaba preparado para realizar complicadas tácticas militares (envolvimiento, pinzas, etc).